# The Landmark
The Landmark is een wolkenkrabber in Abu Dhabi (Verenigde Arabische Emiraten). De woontoren is 324,01 meter hoog en heeft 72 verdiepingen. Het gebouw is door Cesar Pelli Associates ontworpen.

## Bouwgeschiedenis
- In januari 2008 kwam The Landmark boven straatniveau.[3]
- In september 2008 bereikte het gebouw verdieping 18.[4]
- In februari 2009 bereikte het gebouw verdieping 34.[5]
- In 2012 opening[6]